# Pelmatencyrtus bonariensis
Pelmatencyrtus bonariensis är en stekelart som beskrevs av De Santis 1964. Pelmatencyrtus bonariensis ingår i släktet Pelmatencyrtus och familjen sköldlussteklar. Inga underarter finns listade i Catalogue of Life.